# Ludovico Rusconi Sassi
Ludovico Rusconi Sassi (né à Rome le 28 février 1678 et mort dans la même ville le 18 août 1736) est un architecte italien.

## Biographie et principaux ouvrages
Accueilli en 1702 à l'Accademia di San Luca, Ludovico Rusconi Sassi travaille d'abord pour le cardinal Pietro Ottoboni, neveu du pape Alexandre VIII, en dessinant un tabernacle rue del Pellegrino à Rome.
Plus tard, il conçoit la chapelle Odescalchi dans la Basilique dei Santi Apostoli (1719-1722) et la chapelle Paolucci à San Marcello al Corso (1723-1724).
Les années suivantes sont marquées par des travaux plus exigeants, à l’instar de la coupole et du presbytère de San Salvatore in Lauro ainsi que du projet de San Giuseppe alla Lungara (1730-1734).
Le second projet est clairement inspiré du San Carlino de Borromini et le modèle de la façade de San Giovanni in Laterano, par lequel Rusconi Sassi a participé au concours de 1732, remporté plus tard par le projet néopalladien du florentin Alessandro Galilei, qui a préféré, à Nicola Salvi, Luigi Vanvitelli et Ferdinando Fuga, le compatriote du Pape Clément XII .
Dans la tendance générale au classicisme, dérivée de l'académisme de Carlo Fontana, Ludovico Rusconi Sassi proposa plutôt un renouveau élégant et original du style de Borromini ; ses architectures s'articulent sur des lignes courbes et se caractérisent souvent par l'alternance de formes concaves et convexes.

## Œuvres
- Chapelle Odescalchi de la Basilique dei Santi Apostoli à Rome
- Coupole et presbytère de San Salvatore in Lauro à Rome
- Église de San Pietro à Zagarolo (1717 - 1730), en collaboration avec Nicola Michetti
- Mémorial d'Urbain VIII et Clément XI aux saints Luca et Martina, en collaboration avec Giovanni Battista Maini (1731)
- Palais épiscopal et fontaine publique de Magliano Sabina (attr.)
- Chapelle Ottoboni à San Lorenzo in Damaso (vers 1735)